# Ectophasia brachyptera
Ectophasia brachyptera är en tvåvingeart som först beskrevs av Georg Wolfgang Franz Panzer 1798.  Ectophasia brachyptera ingår i släktet Ectophasia och familjen parasitflugor.
Artens utbredningsområde är Tyskland. Inga underarter finns listade i Catalogue of Life.